# The Fat of the Land
The Fat of the Land je treći studijski album britanskog sastava The Prodigy, objavljen 30. lipnja 1997.

## O albumu
Album se nalazio na prvom mjestu top ljestvice Billboard 200 te je s prodanih više od dva milijuna primjeraka zaradio dvostruku platinastu nakladu u SAD-u. Također, bio je nominiran za nagradu Grammy. S albuma su objavljeni singlovi "Firestarter", "Breathe" te "Smack My Bitch Up". 

## Popis pjesama
| 1.    | »Smack My Bitch Up« | 5:42 |
| 2.    | »Breathe«           | 5:35 |
| 3.    | »Diesel Power«      | 4:17 |
| 4.    | »Funky Shit«        | 5:16 |
| 5.    | »Serial Thrilla«    | 5:11 |
| 6.    | »Mindfields«        | 5:40 |
| 7.    | »Narayan«           | 9:05 |
| 8.    | »Firestarter«       | 4:40 |
| 9.    | »Climbatize«        | 6:38 |
| 10.   | »Fuel My Fire«      | 4:19 |
| 56:24 |                     |      |

## Produkcija
The Prodigy
- Keith Flint – vokal
- Liam Howlett – producent, miksanje
- Maxim Reality – vokal

Dodatni glazbenici
- Shahin Badar – vokal ("Smack My Bitch Up")
- Matt Cameron – bubnjevi
- Jim Davies – gitara
- Kool Keith – vokal ("Smack My Bitch Up", "Diesel Power")
- Crispian Mills – vokal ("Narayan")
- Tom Morello – gitara ("No Man Army")
- Saffron – vokal ("Fuel My Fire")
- Skin – vokal ("Serial Thrilla")